# Маркшайдерство
Маркшайдерството (на немски: Markscheider – от Marke – „граница“ и scheiden – „разделям, отсичам“; буквално се превежда като „определящ граници“) е наука, която се занимава с измервания под и над земята при изграждане на подземни минни изработки, подземно строителство на съоръжения или наземен добив на полезни изкопаеми. Посредством маркшайдерските работи се ръководят подземните разработки по посока и дълбочина като се използват методите на геодезията при измервания със специализирани геодезически маркшайдерски измерителните инструменти. Характерно при воденето на строителни работи под земята е, че измерванията се провеждат едностранно от една точка с известни координати и височина, към точка за която са известни изчислителни данни, но без възможност за реални измервания към нея. Така нареченият отворен маркшайдерски полигон трябва да обезпечи висока точност на подземната работа, особено при насрещно прокопаване на тунели или прокарване на подземни галерии към рудни находища.
При проектиране на подземни работи, както и данните в резултат на измерванията се обобщават в цифрова и графична документация, получена с методите за изобразяване на геометрични проекции. Създадената работна документации е базова за маркшайдерските измервания при ръководене и контрол на всяка подземна добивна или строителна дейност.